# Jack Kiersey
Jack Alexander Kiersey (sinh ngày 26 tháng 9 năm 1998) là một cầu thủ bóng đá người Anh thi đấu ở vị trí tiền vệ cho Walsall.

## Sự nghiệp
Sinh ra ở Manchester, Kiersey kí hợp đồng với Everton lúc 10 tuổi, chuyển sang chuyên nghiệp vào tháng 5 năm 2017. Anh kí hợp đồng với Walsall vào tháng 7 năm 2019.
Anh được phép thi đấu cho Anh và Cộng hòa Ireland ở cấp độ đội tuyển quốc gia.